# Hippaphesis
Hippaphesis is een kevergeslacht uit de familie van de boktorren (Cerambycidae). De wetenschappelijke naam van het geslacht werd voor het eerst geldig gepubliceerd in 1864 door Thomson.

## Soorten
Hippaphesis omvat de volgende soorten:
- Hippaphesis granicornis (Fairmaire, 1879)
- Hippaphesis punctata Thomson, 1864